# Esme Cullen
Esme Cullen (también Esme Anne Platt y Esme Anne Evenson) representa a la madre de los Cullen en la serie de Crepúsculo creada por Stephenie Meyer. Esta saga incluye Crepúsculo, Luna Nueva, Eclipse, Amanecer, además del futuro “Sol de Medianoche”. Es la esposa de Carlisle Cullen y madre adoptiva de  Edward Cullen, Alice Cullen, Rosalie Hale, Emmett Cullen, Jasper Hale y ahora también de Bella Cullen, sus hijos adoptivos y vampiros.

## Historia
Nació en 1895, vivió en Columbus (Ohio) y para aquel entonces se llamaba Esme Anne Platt. Conoció a Carlisle por primera vez cuando tenía 16 años, se había roto una pierna trepando un árbol y fue él quien la atendió. Poco tiempo después, Carlisle se mudó, pero nunca olvidó esa experiencia. Inicialmente quiso ir al oeste para convertirse en maestra, pero sus padres querían que se casara.
Se casó a los 22 años con Charles Evenson, esperando agradar a sus padres y tener un matrimonio feliz, pero pronto se dio cuenta de que su marido no era lo que esperaba ya que éste la maltrataba. Avisó a sus padres, y ellos le advirtieron que debía ser una buena esposa y callarse. Cuando descubrió que estaba embarazada, huyó para evitar que su hijo sufriera los maltratos de su padre. Fue al norte a vivir con una prima segunda, pero cuando sus padres se enteraron del lugar en el que se encontraba se mudó al norte. Logró pasar desapercibida haciéndose pasar por una viuda de guerra.
En 1921 nació su hijo, pero murió unos días después de nacer. Tras la muerte de su hijo, no encontró razones para seguir con vida y trató de suicidarse saltando desde un acantilado y se rompió varios huesos.
La dieron por muerta, aunque su corazón seguía latiendo, y fue trasladada a la morgue. El doctor Cullen estaba trabajando en el área y reconoció a la alegre y hermosa joven que había atendido 10 años atrás. Carlisle decidió convertirla en vampiro porque creyó que no merecía morir. Más tarde, Esme y Carlisle se casaron a pesar de que él es 255 años mayor que su esposa (cronológicamente) y ella 3 años mayor (biológicamente).
Carlisle es muy detallista, hasta le llegó a regalar una isla. Carlisle es el que ella ama y han permanecido juntos casi un siglo y se convirtieron en los "padres" de los Cullen. 
Siempre aceptó a Bella como parte de su familia porque era la primera persona por la que Edward sentía algo especial.
No tiene don extrasensorial, pero el amor incondicional por su familia es su mayor cualidad.

## Aspecto Físico
Mide 5'6" de alto, más o menos 1.68 metros, con cabello color caramelo. Tiene ojos dorados/negros, depende de su sed, y piel pálida. Su cara es en forma de corazón y es delgada pero redondeada. Es extremadamente hermosa, como todos los vampiros y tiene cejas delicadas. Carlisle la describe como deslumbrante, deseable como una diosa. Cuando Bella la ve por primera vez, Esme le recuerda la inocencia del cine mudo. En los libros, Bella siempre está sorprendida por la belleza y juventud de Esme.
Esme es una persona extremadamente cálida, con la habilidad de amar apasionadamente. Siempre tuvo un don materno, por lo que es capaz de abrirle su corazón a sus hijos adoptivos. Esme tiene una motivación familiar. Ama a Carlisle, sus hijos, Bella, Renesmee y es muy protectora con ellos.

## Relaciones
- Charles Evenson: Fue su primer esposo, se separó de él cuando se dio cuenta de que no era lo que esperaba y huyó a casa de una prima cargando con un hijo de él.

- Carlisle Cullen: Es esposo de Esme, a pesar de que es 3 años menor que ella (físicamente), él es muy detallista, hasta le llegó a regalar una isla llamada "Isla Esme", en su honor. Carlisle es el que ella ama y han permanecido juntos noventa años. Tiempo después se hicieron padres adoptivos de Rosalie Hale, Emmett Cullen, Alice Cullen, Jasper Hale y Edward Cullen. Este último se enamora de Bella Swan y tienen una hija Renesmee Cullen, convirtiendo así a Esme en abuela.